# Озимица
Озимица је насељено мјесто у Босни и Херцеговини у општини Жепче које административно припада Федерацији Босне и Херцеговине. Према попису становништва из 1991. у насељу је живјело 1.546 становника.

## Историја
Озимицу као насеље је према легенди основала босанска краљица Катарина Котроманић на свом путу за Рим у другој половини 15. вијека. О вишевјековној постојаности Озимице сведоче бројни материјални докази пронађени у непосредној близини насеља. У непосредној близини насеља налазе се и остаци средњовјековне утврде, коју мјештани називају Градина.
Током бошњачко-хрватског сукоба у љето 1993. године, ХВО је напало Озимицу и након краће опсаде је заузима. Цјелокупно бошњачко становништво бива протјерано са својих огњишта, а велики дио бива одведен у концентрационе логоре широм Херцеговине. Џамија и скоро сви објекти у Озимици бивају спаљени, а имовина опљачкана. 
Данас је подручје Озимице организовано у двије административне цјелине: МЗ Горња Озимица (већински бошњачка) и МЗ Доња Озимица (већински хрватска). Озимица је тренутно инфраструктурно веома развијена, у селу се налази: Дом културе, основна школа, апотека, пошта и амбуланта, те је повезана са градовима Жепчем и Маглајем путном комуникацијом М-17, те низом других локалних путева.

## Становништво
| Националност       | 1991.        | 1981.        | 1971.        |
| Хрвати             | 849 (54,91%) | 717 (53,38%) | 689 (58,14%) |
| Муслимани          | 656 (42,43%) | 569 (42,36%) | 478 (40,33%) |
| Срби               | 13 (0,84%)   | 10 (0,74%)   | 12 (1,01%)   |
| Југословени        | 8 (0,51%)    | 29 (2,15%)   | 0            |
| остали и непознато | 20 (1,29%)   | 18 (1,34%)   | 6 (0,50%)    |
| Укупно             | 1.546        | 1.343        | 1.185        |

## Извор
- Књига: „Национални састав становништва — Резултати за Републику по општинама и насељеним мјестима 1991.", статистички билтен бр. 234, Издање Државног завода за статистику Републике Босне и Херцеговине, Сарајево.
- интернет — извор, „Попис по мјесним заједницама“ — https://web.archive.org/web/20090520191154/http://www.fzs.ba/Podaci/nacion%20po%20mjesnim.pdf